# Макогонова Віра Петрівна
Віра Петрівна Макогонова (нар. 28 листопада 1945, Харків) — українська акторка театру. Заслужена артистка УРСР з 1972 року. Дружина актора та режисера Володимира Макогонова.

## Біографія
Народилась 28 листопада 1945 року у місті Харкові (нині Україна). У 1967 році закінчила Харківський інститут мистецтв, де навчалася у Трохима Ольховського, Валентини Чистякової.
У 1967—1968 роках працювала у Харківському академічному російському драматичному театрі імені Олександра Пушкіна; у 1968—1969 роках — у Сумському музичному-драматичному театрі імені Михайла Щепкіна. У 1969—1999 роках — актриса, з 1999 року — керівник літературної частини частини Дніпропетровського молодіжного театру; одночасно протягом 1973—1985 років викладала сценічну мову у Дніпропетровському театральному училищі.

## Творчість
театральні ролі
- Килина — «Лісова пісня» Лесі Українки;
- Галя — «Циганка Аза» Михайла Старицького;
- Параска — «97» Миколи Куліша;
- Лідія Андріївна — «Провінціалки» Ярослава Стельмаха;
- Лисиця — «Лисиця, що впала з неба» Нелі Шейко-Медведєвої;
- Дашкова — «Хто поїде в Канаду» Т. Клебанської;
- Анюта — «Комуніст» Євгена Габриловича;
- Синьйора Капулетті — «Чума обом родинам вашим» Григорія Горіна;
- Гелена — «Варшавська мелодія» Леоніда Зоріна;
- Аркадіна — «Чайка» Антона Чехов;
- Наташа — «Юність батьків» Бориса Горбатова;
- Мамаєва, Кукушкіна — «На всякого мудреця досить простоти», «На велелюдному місці» Олександра Островського;
- Хохлакова — «Брат Альоша» Федора Достоєвського;
- Ніна Андронівна — «А завтра була війна» за Борисом Васильєвим;
- Королева — «Сестра моя, Русалонька» Людмили Розумовської;
- Олена — «Я прийшов дати вам волю» за Василем Шукшиним;
- Анна Ахматова — «Простір Срібного віку» за мотивами творів поетів срібного віку;
- Корнілова — «Кімната нареченої» Валентина Красногорова;
- Амалія, Леді Мільфорд — «Розбійники», «Підступність і кохання» Фрідріха Шиллера;
- Єва — «Божественна комедія» Ісидора Штока;
- Кішка — «Кішка, яка гуляла сама по собі» за Редьярдом Кіплінґом;
- Кетті Келлер — «Та, що створила чудо» Вільяма Гібсона;
- Королева — «Чарівні обручки Альманзора» Тамари Габбе;
- Матильда — «Дикун» Алехандро Касони;
- Маріанна — «Кумедна пригода» Карло Ґольдоні.

Упорядкувала книгу «Театр Григорія Кононенка» (Дніпропетровськ, 2008). Авторка статей до Енциклопедії сучасної України.
2013 року організувала Перший регіональний фестиваль української казки «Чиста криниця».